# Leônidas de Mello Deane
Leônidas de Mello Deane (Belém, 18 de março de 1914 – Rio de Janeiro, 30 de janeiro de 1993) foi um médico, pesquisador e professor universitário brasileiro, filho de Leonard Eustace Deane, britânico de Barbados, e Helvécia de Mello Deane, natural do Pará.
Renomado parasitologista brasileiro, devotou 56 anos de sua vida investigando as lacunas no conhecimento da epidemiologia e do controle das doenças endêmicas que impediam, e ainda dificultam, o pleno desenvolvimento do país. Atuou em importantes instituições no Brasil e exterior, entre elas a Universidade de São Paulo, a Organização Mundial da Saúde e a Fundação Oswaldo Cruz.
Destacou-se por sua vasta cultura humanista e científica, e pela capacidade de liderança e formação de novas gerações de pesquisadores. Foi perfeccionista nas investigações de campo e nas análises realizadas no laboratório, como também na confecção de desenhos que tanto enriqueceram seus estudos e aulas.

## Formação acadêmica
Em 1935 formou-se em Medicina pela Faculdade de Medicina e Cirurgia do Pará, atual Universidade Federal do Pará. Entre 1944 e 1945 realizou, nos Estados Unidos, o mestrado em Saúde Pública na prestigiada Escola de Higiene e Saúde Pública da Universidade Johns Hopkins, em Baltimore, Maryland, e os cursos de Entomologia Geral, Entomologia Médica e Parasitologia Humana na Estação Biológica de Cheboygan, da Universidade de Michigan.

## Trajetória profissional
Leônidas Deane iniciou sua vida científica em 1936, aos 22 anos, quando, por curto período, foi professor de Microbiologia na Faculdade de Medicina e Cirurgia do Pará. Dessa data até 1939 exerceu o cargo de parasitologista do Instituto de Patologia Experimental do Norte, atual Instituto Evandro Chagas, em Belém. Nesse período, fez parte da jovem equipe dirigida pelo pesquisador Evandro Chagas, que realizava estudos pioneiros sobre leishmaniose visceral e outras endemias rurais no interior do Pará. Junto a Leônidas trabalharam outros paraenses recém-formados em Medicina, como Gladstone Deane, seu irmão, Maria José von Paumgartten, sua namorada, e Felipe Nery Guimarães.
A experiência adquirida nessa fase amazônica, quando a epidemiologia da leishmaniose na América começava a ser conhecida, foi fundamental para o futuro profissional de Leônidas e seus companheiros, cujos nomes se tornariam conhecidos e respeitados cientificamente dentro e fora do Brasil. Ainda como membro da equipe de Evandro Chagas, Leônidas teve o primeiro contato com o Instituto Oswaldo Cruz, onde estagiou exercitando-se em técnicas protozoológicas, entre 1938 e 1939. Em 1939 Leônidas Deane ingressou no Serviço de Malária do Nordeste (SMNE), que foi criado nesse mesmo ano pelo Ministério da Educação e Saúde em convênio de cooperação com a Fundação Rockefeller para combater o mosquito africano Anopheles gambiae, vetor da grave epidemia de malária que grassava no Ceará e Rio Grande do Norte. Durante a campanha anti-gambiae, considerada uma das mais eficientes na história da saúde pública nacional, Leônidas percorreu as zonas malarígenas desses estados, participando de estudos entomológicos e epidemiológicos.
No ano de 1940 casou-se com Maria José von Paumgartten. Dessa união frutificaram estudos que se tornaram referência para o campo da Parasitologia e Entomologia Médica.
Com a extinção do SMNE, em 1942, devido à erradicação do Anopheles gambiae, Leônidas voltou à sua cidade natal, agora como parasitologista do Serviço Especial de Saúde Pública (SESP). Na ocasião, respondeu com o mesmo ímpeto aventureiro os desafios que as atividades de campo e laboratório lhe proporcionaram. Dedicou-se ao estudo da malária, leishmanioses e filariose, entre outras moléstias.
Entre 1950 e 1953, ainda como funcionário do SESP, chefiou o Laboratório de Entomologia do Instituto de Malariologia, órgão vinculado ao Serviço Nacional de Malária, com sede no Rio de Janeiro.
Em 1953, por indicação do professor Samuel Pessoa, o casal Deane transferiu-se para o Departamento de Parasitologia da Faculdade de Medicina da Universidade de São Paulo (USP), onde Leônidas foi professor de Parasitologia até 1970 e defendeu a tese de livre-docência Leishmaniose visceral no Brasil. Estudos sobre reservatórios e transmissores realizados no estado do Ceará, em 1956. Este trabalho é obra de consulta obrigatória em vista de sua atualidade e dos achados, entre eles o reservatório silvestre da doença, a raposa Lycalopex vetulus, o primeiro nas Américas e o segundo em todo o mundo.
De 1958 a 1959 foi chefe do Laboratório Central da Campanha de Erradicação da Malária, vinculada ao Departamento Nacional de Endemias Rurais, no Rio de Janeiro. Ainda em 1959, com a criação do Instituto de Medicina Tropical de São Paulo, vinculado à Faculdade de Medicina da USP, Leônidas passou a ser um de seus membros colaboradores.
A partir da década de 1960 Leônidas Deane teve intensa e produtiva atuação internacional. Nesse sentido, foi consultor em Leishmanioses da Academia Nacional de Ciências e do Conselho Nacional de Pesquisas dos Estados Unidos (1961); lecionou Parasitologia como professor visitante na Universidade de Carabobo, em Valência, Venezuela (1966); e atuou como consultor temporário para estudos da Doença de Chagas e Leishmanioses na Nicarágua (1968) e membro do Comitê de Parasitologia do Programa de Livros de Textos de Medicina (1970) da Organização Pan-Americana da Saúde.
Pela Organização Mundial da Saúde (OMS) desempenhou as funções de perito em Doenças Parasitárias (1964-1980 e 1985), membro do Grupo Científico sobre a Parasitologia da Malária (1968), membro do Comitê de Conselheiros em Pesquisa Médica (1974-1977) e consultor temporário em Doenças Tropicais (1978-1979). Sob os auspícios da OMS o pesquisador fez uma viagem ao redor do mundo visitando instituições no Panamá, Estados Unidos, Filipinas, Malásia, Singapura, Tailândia, Índia, Suíça e Inglaterra, para estudos relacionados à malária simiana (1964).
Também em 1970 Leônidas foi professor titular de Parasitologia da Faculdade de Medicina do Norte do Paraná, pesquisador visitante do Imperial College, em Ascot, Inglaterra, além de professor do Curso de Pós-Graduação em Parasitologia do Instituto de Ciências Biológicas da Universidade Federal de Minas Gerais, entre 1971 e 1973. Em 1968 sua filha Luísa deixou o Brasil, como tantos outros cujas ideias e atividades políticas não foram toleradas após 1964. Esse episódio, aliado ao esvaziamento do Departamento de Parasitologia da USP devido a perseguições políticas de seus membros, como Luiz Hildebrando Pereira da Silva, Luís Rey e Erney Camargo, fez com que Leônidas e Maria Deane buscassem, fora do país, uma colocação que lhes permitisse acompanhar a filha. O exílio voluntário levou-os ao Instituto de Higiene e Medicina Tropical de Lisboa (1975-1976) e à Universidade de Carabobo, na Venezuela (1976-1979), onde trabalharam com ensino e pesquisa nas áreas de Protozoologia e Parasitologia.
De volta ao Brasil em 1980, Leônidas e Maria ingressaram na Fundação Oswaldo Cruz (Fiocruz) após receberem, um ano antes, o convite de José Rodrigues Coura, vice-presidente de Pesquisa da instituição, para atuarem como pesquisadores titulares e dirigirem os recém-criados departamentos de Entomologia e Protozoologia do Instituto Oswaldo Cruz. A esse novo desafio Leônidas correspondeu com a capacidade que lhe era peculiar: aglutinou jovens e experientes pesquisadores que, sob a sua liderança, transformaram o departamento em um dos mais completos centros de Entomologia Médica do país. De 1985 a 1989 foi também editor do periódico científico Memórias do Instituto Oswaldo Cruz. Aposentou-se em 1990, mais permaneceu desenvolvendo suas atividades de pesquisa como chefe do Laboratório de Transmissores de Hematozoários até a sua morte.

## Principais contribuições científicas
Ao longo de sua trajetória profissional, dedicou-se principalmente ao estudo da malária, leishmanioses e tripanossomíases, como também dos vetores, reservatórios e mecanismos de transmissão de tais doenças. Seus estudos, realizados em bancadas de laboratório e trabalhos de campo em cidades e zonas rurais por quase todas as unidades federativas do país, estão presentes em mais de 190 artigos publicados em periódicos científicos nacionais e estrangeiros. O próprio Leônidas preparava os desenhos para suas publicações, fossem sobre os ovos e formas imaturas dos mosquitos, fossem de protozoários flagelados, ou mesmo de parasitas da malária.

### Leishmaniose visceral
Leônidas teve papel decisivo na elucidação de aspectos relacionados a ocorrência, distribuição geográfica, transmissão e profilaxia da leishmaniose visceral no Brasil. Descreveu o encontro dos primeiros casos humanos vivos da doença, bem como dos primeiros cães parasitados com leishmanias viscerais. Conseguiu a primeira infecção experimental do inseto vetor da doença, o flebótomo, descobrindo ser a Lutzomyia longipalpis a principal espécie transmissora no país. Mostrou, ainda, o papel do cão e da raposa como reservatórios da doença e o valor profilático da dedetização de casas e abrigos de animais domésticos para o controle da mesma.

### Malária
Foram traços inovadores de seu trabalho o esclarecimento de vários aspectos da biologia, sistemática, distribuição geográfica e diversidade dos mosquitos anofelinos transmissores da malária no Nordeste e Amazônia, entre eles o invasor africano Anopheles gambiae. Esses estudos foram estendidos depois para outras regiões brasileiras com o mesmo sucesso. Respondeu pelas primeiras aplicações sistemáticas de inseticidas residuais (DDT) nas residências contra os mosquitos e pelas primeiras experiências na utilização do camoquin, droga antimalárica sintética, na profilaxia da malária humana. Ainda desenvolveu estudos sobre os plamódios e malária de macacos no Brasil.

### Tripanossomíases
O pesquisador também obteve excelentes resultados em estudos sobre a ocorrência de várias espécies de tripanossomas em mamíferos silvestres da fauna brasileira, bem como sobre os reservatórios e vetores do Trypanosoma cruzi nas regiões Norte e Nordeste. Além disso, realizou nessas regiões os primeiros inquéritos sorológicos para tripanossomíase americana ou doença de Chagas.

### Outros estudos sobre Parasitologia e Entomologia Médica
Destacam-se o primeiro inquérito sistemático de filariose bancroftiana no Brasil, abrangendo a parte helmintológica e entomológica; a distribuição geográfica das filarioses no país; os inquéritos relativos à prevalência de toxoplasmose e parasitoses intestinais na Amazônia e em outras regiões; a distribuição vertical de mosquitos vetores da malária e outras doenças em florestas espalhadas por todo o território brasileiro; o inquérito de arboviroses no estado do Rio de Janeiro; e o encontro do primeiro foco ativo de esquistossomose na cidade do Rio de Janeiro.

### Espécies novas
Foi responsável pela descoberta e descrição de 9 espécies novas de insetos e protozoários de interesse zoológico e biológico:
- Anopheles (Nyssorhynchus) sawyeri, 1943 (com O. R. Causey, M. Deane e M. M. Sampaio)
- Anopheles (Nyssorhynchus) galvaoi, 1943 (com O. R. Causey e M. Deane)
- Chagasia rozeboomi, 1944 (com O. R. Causey e M. Deane)
- Trypanosoma diasi, 1952 (com R. S. Martins)
- Lutzomyia samueli, 1955
- Trypanosoma coutinhoi, 1961
- Trypanosoma renjifoi, 1961
- Trypanosoma mesnilbrimonti, 1961
- Trypanosoma pessoai, 1963 (com W. Sugay)

## Associações científicas
Pertenceu a diversas entidades, dentro e fora do país, relacionadas com as suas áreas de atuação:
- Membro da American Society of Tropical Medicine, 1941
- Membro da American Society of Parasitologists, 1945
- Sócio efetivo da Sociedade Brasileira de Higiene, 1947
- Sócio efetivo da Sociedade Médico-Cirúrgica do Pará, 1947
- Membro da American Mosquito Control Association, 1948
- Membro da Sociedade Brasileira de Entomologia, 1953
- Sócio efetivo da Sociedade de Zoologia e Parasitologia de São Paulo, 1955
- Sócio efetivo da Associação Paulista de Medicina, 1956; presidente do Departamento de Higiene e Medicina Tropical, 1958
- Membro da Sociedade Brasileira para o Progresso da Ciência, 1957
- Sócio fundador da Sociedade Brasileira de Parasitologia, 1965; membro do Conselho Consultivo, 1965-1966; e vice-presidente, 1967-1969
- Sócio fundador da Sociedade Brasileira de Medicina Tropical, 1967
- Membro da Royal Society of Tropical Medicine and Hygiene, Londres, 1970
- Membro da Sociedade de Biologia de Minas Gerais, 1971

## Morte
Leônidas de Mello Deane morreu no dia 30 de janeiro de 1993, aos 78 anos, no Rio de Janeiro. Foi enterrado no Cemitério de São João Batista, em Botafogo.

## Homenagens
Recebeu tanto em vida quanto postumamente as seguintes distinções em reconhecimento aos feitos alcançados em sua trajetória profissional:
- Prêmio Raul Leite, da Faculdade de Medicina e Cirurgia do Pará, ao primeiro aluno de cada turma de médicos, 1935
- Flebotomus deanei Damasceno, Causey & Arouck, 1945 (ao casal Deane)
- Prêmio Oswaldo Cruz, da Academia de Medicina de São Paulo, pelo trabalho Contribuição para o conhecimento da epidemiologia da leishmaniose visceral no Brasil. Estudos realizados no Ceará, 1955 (ao casal Deane)
- Medalha Cultural Pirajá da Silva, do Ministério da Saúde, comemorativa do cinquentenário da descoberta e identificação do “Schistosomum mansoni” no Brasil, 1958
- Medalha Carlos Chagas, do Ministério da Saúde, comemorativa do cinquentenário da descoberta da doença de Chagas, pelas contribuições ao conhecimento da epidemiologia da tripanossomíase americana, 1959
- Culex deanei Corrêa & Ramalho, 1959
- Medalha Gaspar Viana, da Comissão Executiva das Comemorações do Cinquentenário da Descoberta da Cura das Leishmanioses, por estudos sobre a epidemiologia do calazar, 1962 Prêmio Ciba de Medicina Tropical, do Instituto de Medicina Tropical de São Paulo, pelo trabalho Estudos sobre tipos imunológicos do Trypanosoma cruzi, 1963 (com V. Nussenzweig e J. Kloetzel)
- Triatoma deaneorum Galvão, Souza & Lima 1967 (ao casal Deane)
- Trypanosoma leonidasdeanei Zeledón & Rosabal, 1969
- Polychromophilus deanei Garnham, Lainson & Shaw, 1971 (ao casal Deane)
- Medalha Oswaldo Cruz, do Conselho Estadual de Cultura do Pará, 1973
- Medalha do Jubileu de Prata, da Sociedade Brasileira para o Progresso da Ciência, por relevantes serviços prestados à ciência, 1973
- Leishmania hertigi deanei Lainson & Shaw, 1977
- Prêmio Oswaldo Cruz, da Fundação Oswaldo Cruz, pelo conjunto de sua obra dedicada à pesquisa das doenças infecciosas e parasitárias, 1980
- Wyeomyia (Phoniomyia) deanei (Lourenço-de-Oliveira, 1983)
- Prêmio Moinho Santista, da Fundação Moinho Santista, na área de endemias brasileiras, 1986
- Psychodopygus leonidasdeanei Fraiha, Ryan, Ward, Lainson & Shaw, 1986
- Dermatophagoides deanei Galvão & Guitton, 1986 (ao casal Deane)
- Fred L. Soper Lecture, da American Society of Tropical Medicine and Hygiene, como um dos quatro maiores malariologistas do mundo, ao lado de A. Gabaldon, da Venezuela, e P. C. C. Garnham e L. J. Bruce-Chawatt, da Inglaterra, 1987
- Professor honoris causa, da Universidade Federal do Pará, 1987 (ao casal Deane)
- Culicoides deanei, Felippe-Bauer & Wirth, 1987
- Anopheles (Nyssorhynchus) deaneorum RosaFreitas, 1989 (ao casal Deane)
- Medalha Henrique Aragão, do Instituto Oswaldo Cruz, por sua contribuição ao conhecimento da malária, 1991
- Medalha Meio Século de Dedicação à Ciência, da Fundação Oswaldo Cruz, 1991
- Prêmio Academia de Ciências do Terceiro Mundo, em ciências médicas básicas, por suas contribuições fundamentais ao conhecimento da epidemiologia das doenças parasitárias endêmicas do Novo Mundo, e em particular a malária, as leishmanioses e a tripanossomíase americana, 1991 (ao casal Deane)
- Prêmio Almirante Álvaro Alberto para a Ciência e Tecnologia, do Conselho Nacional de Desenvolvimento Científico e Tecnológico, na área de medicina e saúde pública, 1991
- Pavilhão Leônidas Deane, do Instituto Oswaldo Cruz, 1993
- Downeshelea deanei Felippe-Bauer & Quintelas, 1995
- Centro de Pesquisas Leônidas & Maria Deane, Manaus, Amazonas, da Fundação Oswaldo Cruz, atual Instituto Leônidas & Maria Deane, 2001
- Patrono da cadeira 6 da Academia de Medicina de Brasília
- Sala Maria e Leônidas Deane, do Instituto de Ciências Biomédicas da Universidade de São Paulo

### Poema de Carlos Eduardo Tosta
Ao professor Leônidas de Mello Deane, em sua partida

Foi-se o gigante franzino

que nos extasiava com lições de sabedoria e simplicidade

mostrando que é possível ser erudito sem ser arrogante

e ser puro em um mundo corrompido

Foi-se o exemplo de abnegação

que provou com sua vida que o conhecimento liberta

e que o trabalho representa

uma fonte perene de redenção

Foi-se o mestre

que ensinava aos mestres os segredos da vida

e que ao decifrar os segredos da vida

nos deixava mais próximos de Deus

Foi-se a alma peregrina

ao encontro de um recanto de menos sofrimento

para poder ensinar aos anjos

os mistérios das espécies crípticas

Ficam legiões de órfãos.

(Brasília, fevereiro de 1993)